# Hřebínek
Hřebínek (408 m n. m., německy Kammberg) je vrch v okrese Česká Lípa Libereckého kraje. Leží asi 2,5 km jihozápadně od vesnice Těšnov, na katastrálním území vesnice Náhlov, v severovýchodní části obory Židlov.

## Popis
Je to strukturní hřbítek, orientovaný ve směru SV–JZ, se strmějšími severozápadními svahy. Je podmíněný neovulkanickou (magmatickou) žílou z čediče, vypreparovanou z vápnito-jílovitých pískovců svrchní křídy. Vrch je porostlý smíšeným lesem, kromě východního svahu, který zabírají louky.
Hřebínek leží na jihozápadním konci asi 12 km dlouhého přerušovaného hřbetu (podmíněného často obnaženou magmatickou žílou, odborně zvanou dajka), který odtud vede severovýchodním směrem přes Čertovu stěnu, dále zahrnuje i známou Čertovu zeď, a končí u Mazovy horky u Světlé pod Ještědem. Žíla byla z větší části odtěžena, na Hřebínku kompletně.

## Geomorfologické zařazení
Geomorfologicky vrch náleží do celku Ralská pahorkatina, podcelku Zákupská pahorkatina, okrsku Kotelská vrchovina, podokrsku Zábrdská vrchovina a Náhlovské části.

## Přístup
Automobilem je možno dojet k soutoku Zábrdky a Čertova potoka u Těšnova. Odtud lze pokračovat na kole po cyklostezce 25 podél Čertovy stěny a plotu obory až do vjezdu do obory, poblíž kterého vrch leží. Jelikož pohyb v oboře je veřejnosti doporučen jen po cyklostezkách, je místo patrně oficiálně nepřístupné.